# Julian Schieber
Julian Schieber (Backnang, 13 februari 1989) is een Duits voetballer die bij voorkeur als aanvaller speelt. Hij verruilde in de zomer van 2018 Hertha BSC voor FC Augsburg.

## Clubcarrière

### VfB Stuttgart
Schieber speelde tussen 2006 en 2012 bij VfB Stuttgart. Na twee jaar bij de jeugd kwam hij in het seizoen 2008-2009 bij het eerste elftal. Hij debuteerde op 6 december 2008 tegen Energie Cottbus. Op 15 augustus 2009 scoorde hij z'n eerste doelpunt in de Bundesliga tegen SC Freiburg. In het seizoen 2010-2011 werd hij uitgeleend aan FC Nürnberg.

### Borussia Dortmund
In 2012 verliet Schieber VfB Stuttgart voor de landskampioen Borussia Dortmund. Die Borussen betaalden 5,5 miljoen euro voor hun nieuwe aanvaller. Schieber stond bij Borussia Dortmund in de schaduw van collega-spits Robert Lewandowski en begon meestal op de bank. Op 30 oktober 2012 scoorde hij zijn eerste doelpunt voor Die Borussen in de DFB-Pokal tegen VfR Aalen. Op 4 december 2012 scoorde hij zijn eerste Europese doelpunt in de zesde en laatste groepswedstrijd van de Champions League tegen Manchester City. Daarmee eindigde Borussia Dortmund als eerste in hun groep. In de thuiswedstrijd tegen FC Augsburg op 6 april 2013 mocht hij aan de aftrap beginnen en scoorde hij tweemaal.

### Hertha BSC
In de zomer van 2014 verruilde hij Dortmund voor een avontuur bij Hertha BSC. Op 30 juni 2018 eindigde zijn contract in Berlijn, waardoor hij vertrok.

### FC Augsburg
Vanaf het seizoen 2018/19 komt hij uit voor FC Augsburg, dat hem transfervrij overnam van Hertha.

## Interlandcarrière
Schieber speelde zeven interlands bij Duitsland -21, waarin hij vijfmaal tot scoren kwam. Twee van die vijf doelpunten scoorde hij tegen San Marino -21.

## Erelijst
| Duitse supercup | 1x | 2013 |

1 Dahmen ·
2 Gumny ·
3 Pedersen ·
4 Oxford ·
5 Matsima ·
6 Gouweleeuw  ·
7 Kabadayı ·
8 Rexhbeçaj ·
9 Essende ·
10 Maier ·
11 Wolf ·
13 Giannoulis ·
15 Mounié ·
16 Zesiger ·
17 Jakić ·
19 Onyeka ·
20 Claude-Maurice ·
21 Tietz ·
22 Labrović ·
24 Jensen ·
31 Schlotterbeck ·
32 Framberger ·
36 Kömür ·
37 Berisha ·
44 Koudossou ·
47 Banks ·
Coach: Thorup